# Thallarcha isophragma
Thallarcha isophragma là một loài bướm đêm thuộc phân họ Arctiinae, họ Erebidae.